# 22 Jump Street
22 Jump Street (en español: Comando Especial 2 o Infiltrados en la Universidad) es una película estadounidense de acción-comedia criminal de 2014, protagonizada por Jonah Hill y Channing Tatum, escrita por Jonah Hill y Michael Bacall y dirigida por Phil Lord y Chris Miller. Es la secuela de 21 Jump Street y está basada en la serie de televisión de 1987.

## Sinopsis
Después de la exitosa operación contra el narcotráfico en una escuela, los oficiales Schmidt (Jonah Hill) y Jenko (Channing Tatum), deben infiltrase, esta vez, en una Universidad. A pesar de que la relación entre ambos ha mejorado mucho, cuando llegan al campus ambos toman diferentes caminos inesperados: Jenko encuentra a su alma gemela en el equipo de fútbol y se une a este, mientras que Schmidt se adentra en el teatro bohemio gracias a una joven que conoce durante una obra de teatro. Ambos deberán descubrir si realmente son dos niños de instituto «creciditos» que van a la Universidad, o si son capaces de mantener una relación madura y profesional como compañeros de equipo policial.

## Reparto
| Actor          | Personaje          |
| -------------- | ------------------ |
| Channing Tatum | Greg Jenko         |
| Jonah Hill     | Morton Schmidt     |
| Ice Cube       | Capitán Dickson    |
| Dave Franco    | Eric Molsen        |
| Amber Stevens  | Maya               |
| Nick Offerman  | Deputy Chief Hardy |
| Rob Riggle     | Sr. Walters        |
| Jillian Bell   | Mercedes           |
| Richard Grieco | Booker             |
| Wyatt Russell  | Zook               |
| Diplo          | Spring Break DJ    |
| John Ortiz     | Traficante         |
| Dustin Nguyen  | Jesús Vietnamita   |

## Producción
El 17 de marzo de 2012, Sony Pictures anunció que estaba llevando a cabo una secuela de 21 Jump Street, con la firma de un acuerdo para que Jonah Hill y Michael Bacall volvieran a escribir un tratamiento que desarrollaría de nuevo Michael Bacall. La película fue originalmente programada para ser lanzada el 6 de junio de 2014. El 8 de mayo de 2013, se anunció que la película se retrasaría una semana hasta el 13 de junio de 2014. En junio de 2013, se anunció que la película se titularía 22 Jump Street. En julio de 2013, Phil Lord y Christopher Miller confirmaron que volverían a dirigir la película. El 6 de septiembre de 2013, Amber Stevens se unió al elenco de la película. El 27 de septiembre de 2013, Kurt Russell mencionó que su hijo Wyatt rechazó un papel para las futuras secuelas de Los Juegos del Hambre para participar en 22 Jump Street. El rodaje y la producción comenzaron el 28 de septiembre de 2013, en Nueva Orleans, Louisiana; el rodaje del film terminó en San Juan (Puerto Rico) el 15 de diciembre de 2013.

## Recepción
22 Jump Street ha recibido críticas positivas. En el sitio web Rotten Tomatoes, la película tiene una calificación de 84% sobre la base de 204 comentarios, con la lectura de consenso: «Con más de la química bromantica entre sus estrellas y aún más del humor tonto y bonachón que hizo su predecesor tan divertido, 22 Jump Street es de esas secuelas raras que mejoran a la película original». En Metacritic, la película tiene una calificación de 71 sobre 100, basado en 46 opiniones.
Channing Tatum ganó el premio MTV Movie & TV Awards a Mejor Actuación Cómica por esta película.

### Taquilla
Desde el 23 de junio de 2014, 22 Jump Street ha recaudado 184 154 000 dólares en Norteamérica y 88 300 000 dólares en otros países, para un total mundial de 272 454 000 dólares. La película recaudó 5,5 millones de dólares el jueves 13, día de su estreno. Durante el día de apertura 22 Jump Street recaudó un total de 25 millones de dólares. En Norteamérica, la película se situó en el número uno en su primer fin de semana, con 57 071 445 dólares.

## Secuela
El 9 de septiembre de 2014 se supo que Sony y Original Film están preparando una secuela para la película llevando por título 23 Jump Street. Todavía se desconoce si Philip Lord y Chris Miller dirigirán la tercera parte de la saga, lo que sí es seguro es que el guion estará a cargo de Rodney Rothman, quien ya escribió el libreto para 21 Jump Street.